# Jadwiga Barańska
Jadwiga Barańska (Lodz, 21 de octubre de 1935-Los Ángeles, California, 24 de octubre de 2024) fue una actriz y guionista polaca. Estuvo casada con el director de cine Jerzy Antczak, con quien tuvo un hijo.

## Filmografía seleccionada
- Wraki (1956) como Irena
- Powrót doktora Von Kniprode (1965)
- Hrabina Cosel (1968) como Ana Constanza Hoym Condesa de Cosel, Ana Constanza von Brockdorff
- Epilog Norymberski (1970) como una víctima de Auschwitz
- Kłopotliwy gość (1971) como una secretaria
- Noce i dnie (1975) como Barbara Niechcic
- Trędowata (1976) como la condesa Idalia Elzonowska
- Gniazdo wdów (Nido de viudas, 1977) como Carmen
- Noce i dnie (1977) como Barbara Niechcic (serie de televisión)
- Dama kameliowa (1995) como guionista
- Chopin, Pragnienie miłości (2002) como Justyna Chopin, madre de Frédéric Chopin

## Premios
Baranska ganó el Oso de Plata a la mejor actriz por su papel en Noches y Días en el Festival Internacional de Cine de Berlín de 1976.